# Кодегуа
Кодегуа (исп. Codegua) — город в Чили. Административный центр одноимённой коммуны. Население — 12 988 человек (2017).   Город и коммуна входит в состав провинции Качапоаль и области Либертадор-Хенераль-Бернардо-О’Хиггинс.

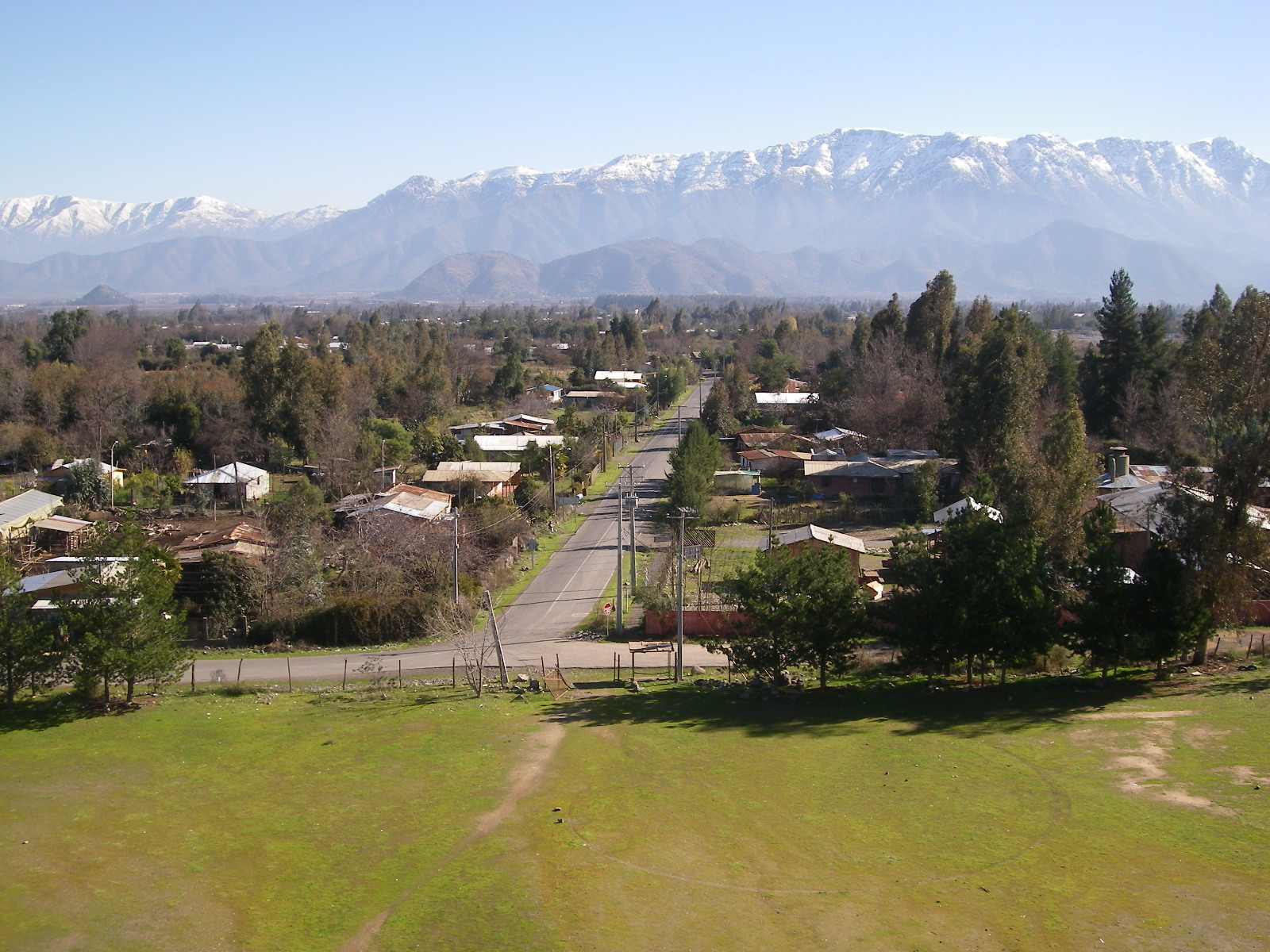

Территория — 287 км². Численность населения — 12 988 жителя (2017). Плотность населения — 45,3 чел./км².

## Расположение
Город расположен в 16 км на север от административного центра области города Ранкагуа.
Коммуна граничит:
- на севере — c коммуной Мостасаль
- на востоке — с коммуной Сан-Хосе-де-Майпо
- на юге — c коммуной Мачали
- на западе — c коммуной Гранерос

## Демография
Согласно сведениям, собранным в ходе переписи 2017 г  Национальным институтом статистики (INE),  население коммуны составляет:
| Полное население                          | Полное население                          | Полное население                          | Полное население                          | Полное население                          | 12 988 |
| ----------------------------------------- | ----------------------------------------- | ----------------------------------------- | ----------------------------------------- | ----------------------------------------- | ------ |
| в том числе:                              | Городское население                       | 7 019                                     | Процент городского населения, %           | 54,04                                     |        |
|                                           | Сельское население                        | 5 969                                     | Процент сельского населения, %            | 45,96                                     |        |
|                                           | Мужское население                         | 6 510                                     | Процент мужского населения, %             | 50,12                                     |        |
|                                           | Женское население                         | 6 478                                     | Процент женского населения, %             | 49,88                                     |        |
| Плотность населения, чел/км²              | Плотность населения, чел/км²              | Плотность населения, чел/км²              | Плотность населения, чел/км²              | Плотность населения, чел/км²              | 45,3   |
| Население коммуны в % к населению области | Население коммуны в % к населению области | Население коммуны в % к населению области | Население коммуны в % к населению области | Население коммуны в % к населению области | 1,42   |

| Динамика изменения населения коммуны | Динамика изменения населения коммуны | Динамика изменения населения коммуны | Динамика изменения населения коммуны |
| ------------------------------------ | ------------------------------------ | ------------------------------------ | ------------------------------------ |
| 1992                                 | 2002                                 | 2012                                 | 2017                                 |
| 9600                                 | 10796▲                               | 12727▲                               | 12988▲                               |

## Важнейшие населенные пункты[4]
| №  | Населённый пункт | Населённый пункт (исп.) | Категория | Население чел. (2002) | На карте                        |
| -- | ---------------- | ----------------------- | --------- | --------------------- | ------------------------------- |
| 1  | Кодегуа          | Codegua                 | город     | 5113                  | 34°02′16″ ю. ш. 70°39′30″ з. д. |
| 2  | Эль-Кармен       | El Carmen               | поселок   | 458                   | 34°05′05″ ю. ш. 70°39′08″ з. д. |
| 3  | Ла-Бланкина      | La Blanquina            | поселок   | 425                   | 34°04′15″ ю. ш. 70°39′39″ з. д. |
| 4  | Ла-Морера        | La Morera               | поселок   | 397                   | 34°05′46″ ю. ш. 70°40′27″ з. д. |
| 5  | Исла-Норте       | Isla Norte              | поселок   | 326                   | 34°01′42″ ю. ш. 70°39′16″ з. д. |
| 6  | Кахельонес       | Callejones              | поселок   | 316                   | 34°02′36″ ю. ш. 70°43′17″ з. д. |
| 7  | Эль-Ромераль     | El Romeral              | поселок   | 283                   | 34°06′25″ ю. ш. 70°39′27″ з. д. |
| 8  | Лос-Сильва       | Los Silva               | поселок   | 227                   | 34°02′34″ ю. ш. 70°39′08″ з. д. |
| 9  | Мирафлорес-Дос   | Miraflores Dos          | поселок   | 207                   | 34°07′52″ ю. ш. 70°39′10″ з. д. |
| 10 | Ранчо-Гранде     | Rancho Grande           | поселок   | 160                   | 34°01′34″ ю. ш. 70°38′40″ з. д. |
| 11 | Лас-Делисьяс     | Las Delicias            | поселок   | 158                   | 34°08′05″ ю. ш. 70°41′12″ з. д. |
| 12 | Мирафлорес-Трес  | Miraflores Tres         | поселок   | 141                   | 34°07′43″ ю. ш. 70°40′26″ з. д. |
| 13 | Ла-Компанья      | La Compañía             | поселок   | 140                   | 34°05′10″ ю. ш. 70°40′34″ з. д. |
| 14 | Медиалуна-Трес   | Medialuna Tres          | поселок   | 115                   | 34°05′22″ ю. ш. 70°36′47″ з. д. |